# Liste der Baudenkmale in Rothenklempenow
In der Liste der Baudenkmale in Rothenklempenow sind alle denkmalgeschützten Bauten der vorpommerschen Gemeinde Rothenklempenow und ihrer Ortsteile aufgelistet. Grundlage ist die Veröffentlichung der Denkmalliste des Kreises Uecker-Randow mit dem Stand vom 1. Februar 1996. 

## Baudenkmale nach Ortsteilen

### Rothenklempenow
| ID | Lage                               | Bezeichnung                                                                                       | Beschreibung | Bild                             |
| -- | ---------------------------------- | ------------------------------------------------------------------------------------------------- | --- | -------------------------------- |
|    | (Karte)                            | Bergfried                                                                                         | ehem. runder Bergfried aus dem 13. Jahrhundert, auch Fangelturm genannt                                                                             | Bergfried                        |
|    | Dorfstraße 6/8 (Karte)             | Landarbeiterhaus                                                                                  | Kombination von Feld- und Backsteinen, aufwändige Verzierungen                                                                                      | Landarbeiterhaus                 |
|    | Dorfstraße 10/12 (Karte)           | Landarbeiterhaus mit zwei Ställen                                                                 | |                                  |
|    | Dorfstraße 14/16 (Karte)           | Landarbeiterhaus                                                                                  | |                                  |
|    | Dorfstraße 18/20 (Karte)           | Wohnhaus mit 2 Ställen                                                                            | |                                  |
|    | Dorfstraße 21/23 (Karte)           | Landarbeiterhaus und drei Ställe                                                                  | Kombination von Feld- und Backsteinen | Landarbeiterhaus und drei Ställe |
|    | Dorfstraße 24 (Karte)              | Mauer des Gutshofes                                                                               | |                                  |
|    | Dorfstraße 25 (Karte)              | Stall                                                                                             | |                                  |
|    | Dorfstraße 41/43 (Karte)           | ehem. Forsthaus                                                                                   | |                                  |
|    | Dorfstraße 45/47 (Karte)           | Landarbeiterhaus und Stall                                                                        | |                                  |
|    | Dorfstraße 56 (Karte)              | Forsthaus mit Landarbeiterhaus und Stall (Teerofen)                                               | |                                  |
|    | Hofstraße (Schloßstraße 4) (Karte) | Gaststätte, ehem. Brennerei                                                                       | 1-gesch. Fachwerksbau, heute mit Gaststätte im Gewölbekeller; Torbau aus Feldsteinen mit Rotsteineinfassungen von Tor und Fenstern, um 1998 saniert | Gaststätte, ehem. Brennerei      |
|    | Schloßstraße 2 (Karte)             | Gutshaus und Grabmal im Park                                                                      | Gutshaus, auch Schloss genannt: 1-gesch. barockes Fachwerkgebäude mit Mansarddach als Krüppelwalm von 1761; wurde von 1995 bis 1998 saniert.        | Gutshaus und Grabmal im Park     |
|    | Hofstraße 1 (Karte)                | Stall                                                                                             | |                                  |
|    | Hofstraße 2 (Karte)                | Inspektorenhaus                                                                                   | |                                  |
|    | Hofstraße 4 (Karte)                | Stallscheune                                                                                      | |                                  |
|    | Hofstraße 9 (Karte)                | Stall                                                                                             | |                                  |
|    | Hofstraße 19 (Karte)               | Scheune                                                                                           | |                                  |
|    | Hofstraße (Karte)                  | Eiskeller (gegenüber dem ehem. Gutshaus)                                                          | |                                  |
|    | Hofstraße                          | Stall                                                                                             | |                                  |
|    | (Karte)                            | Kirche                                                                                            | Einschiffige geputzte Dorfkirche von 1638, wurde 1738 im barocken Stil erneuert; Westturm mit barocken, spitzen Turmhelm; Kanzelaltar von 1738.     | Kirche                           |
|    |                                    | kleiner Feldsteinbau an der Nordseite der ehem. Gutsanlage (gegenüber dem Stall von Hofstraße 9)  | |                                  |
|    |                                    | Landstraße mit Kopfsteinpflaster nach Grünhof, Pflasterung in den Ortslagen Glashütte und Grünhof | |                                  |
|    |                                    | Schmiede                                                                                          | |                                  |
|    | Vorwerk                            | Landarbeiterhaus mit Stall                                                                        | |                                  |

### Dorotheenwalde
| ID | Lage    | Bezeichnung                    | Beschreibung             | Bild |
| -- | ------- | ------------------------------ | ------------------------ | ---- |
|    | (Karte) | Gutsanlage mit Inspektorenhaus | Scheune und zwei Ställen |      |

### Glashütte
| ID | Lage                     | Bezeichnung | Beschreibung | Bild |
| -- | ------------------------ | --- | ------------ | ---- |
|    | (Karte)                  | Bahnhof |              |      |
|    | Dorfstraße 6 (Karte)     | Fachwerkhaus |              |      |
|    | Dorfstraße 11 (Karte)    | Gaststätte |              |      |
|    | Dorfstraße 16 (Karte)    | ehem. Schule |              |      |
|    | Dorfstraße 20 (Karte)    | Kate |              |      |
|    | Dorfstraße 26/28 (Karte) | Fachwerkgebäude |              |      |
|    | Hofstraße 4              | Wohnhaus |              |      |
|    | (Karte)                  | Kriegerdenkmal |              |      |
|    |                          | Straße mit Kopfsteinpflaster (Abschnitt in der Ortslage; zwischen den Asphaltierungen in Höhe der Transformatorenhäuser) |              |      |

### Grünhof
| ID | Lage | Bezeichnung | Beschreibung | Bild |
| -- | ---- | --- | ------------ | ---- |
|    |      | Bauernhaus (am Ortseingang) |              |      |
|    |      | Gutsstall |              |      |
|    |      | Stall (hinter dem Grundstück der "Neuen Schule") |              |      |
|    |      | Wohnhaus (Fachwerk, "Alte Schule") |              |      |
|    |      | Wohnhaus (Feldstein, "Neue Schule", Flurstück 10, Flur 18)                                                                                                |              |      |
|    |      | Straße mit Kopfsteinpflaster (Abschnitt in der Ortslage; zwischen Ortseingangsschild (Baum) aus Richtung Löcknitz und Wassergraben in Richtung Glashütte) |              |      |

### Mewegen
| ID | Lage                       | Bezeichnung                          | Beschreibung | Bild |
| -- | -------------------------- | ------------------------------------ | ------------ | ---- |
|    | Am Sportplatz 2 (Karte)    | Kate                                 |              |      |
|    | Am Sportplatz 3 (Karte)    | Stallscheune                         |              |      |
|    | Am Sportplatz 4 (Karte)    | Wohnhaus                             |              |      |
|    | Dorfstraße 23 (Karte)      | Haustür                              |              |      |
|    | Dorfstraße 26 (Karte)      | Stallscheune                         |              |      |
|    | Dorfstraße 38 (Karte)      | Bauernhaus und Scheune               |              |      |
|    | Dorfstraße 41 (Karte)      | Scheune                              |              |      |
|    | Dorfstraße 48 (Karte)      | Haustür                              |              |      |
|    | Heuweg 6 (Karte)           | Kate                                 |              |      |
|    | (Karte)                    | Kirche mit Friedhofsmauer und Portal |              |      |
|    | Straße nach Pampow (Karte) | Grabgitter auf dem ehem. Friedhof    |              |      |

## Quelle
- Bericht über die Erstellung der Denkmallisten sowie über die Verwaltungspraxis bei der Benachrichtigung der Eigentümer und Gemeinden sowie über die Handhabung von Änderungswünschen (Stand: Juni 1997)